# Parafia Matki Bożej Królowej Polski w Pisanicy
Parafia Matki Bożej Królowej Polski w Pisanicy – kościół został wzniesiony w 1565 jako świątynia luterańska. W 1656 został spalony przez Tatarów, odbudowany dopiero na początku XX wieku. Ponownie uległ zniszczeniu podczas I wojny światowej. W 1925 został odbudowany i oddany wspólnocie ewangelickiej. Po II wojnie światowej Pisanicę opuścili Niemcy i przybyli tutaj polscy osadnicy. W 1958 świątynia przeszła remont i stała się kościołem filialnym parafii w Wiśniewie Ełckim. Pod koniec lat 50. biskup warmiński Tomasz Wilczyński chciał stworzyć tu parafię, nie pozwoliły jednak na to władze Polskiej Rzeczypospolitej Ludowej. Mimo to do Pisanicy przybył ks. Tadeusz Adamczyk, który oficjalnie został proboszczem w 15 maja 1971, kiedy to parafię kanonicznie erygował bp Józef Drzazga.
W 1972 nowym proboszczem został ks. Waldemar Dylewski. Kolejni pasterze parafii to ks. Józef Czajkowski i ks. Marian Szewczyk, ks. Mirosław Sorbaj, ks. Jarosław Mierzejewski obecnie od 2011 ks. kanonik Mirosław Mścichowski